# Сверхзвуковая скорость

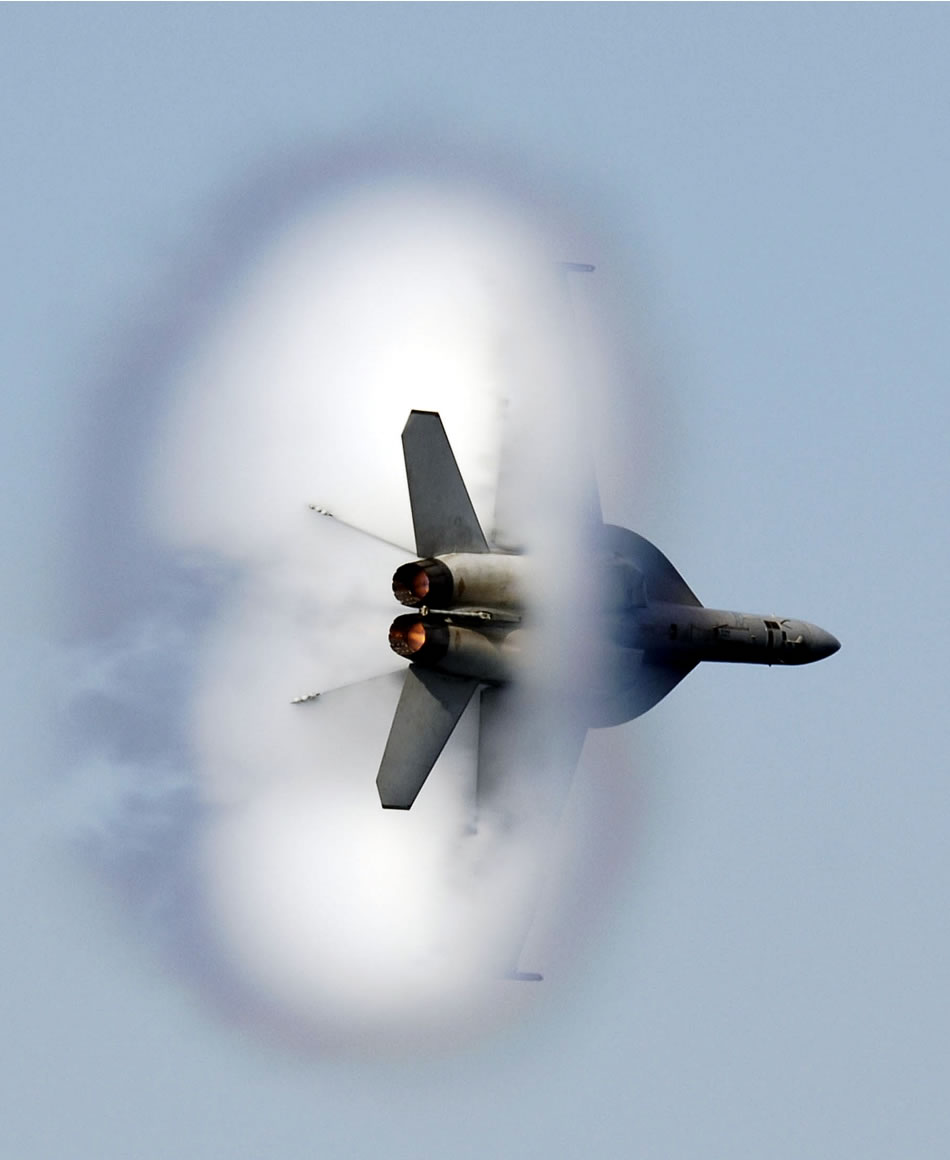
Полет F-18 окружённый облаком под влиянием эффекта Прандтля — Глоерта, проявляющегося в трансзвуковом режиме.

Сверхзвукова́я ско́рость — скорость частиц вещества выше скорости звука или распространения волны сжатия (ударной волны), для данного вещества, или скорость тела движущегося в веществе с более высокой скоростью, чем скорость звука для данной среды.

## Теория
В аэродинамике часто скорость характеризуют числом Маха, которое определяется следующим образом:
{\displaystyle M={\frac {u}{c_{s}}}}, где u — скорость движения потока или тела, {\displaystyle c_{s}} — скорость звука в среде.
Звуковая скорость определяется как {\displaystyle c_{s}={\sqrt {\gamma {\frac {p}{\rho }}}}}, где {\displaystyle \gamma } — показатель адиабаты среды (для идеального n-атомного газа, молекула которого обладает {\displaystyle i} степенями свободы, он равен {\displaystyle {\frac {i+2}{i}}}). Здесь {\displaystyle i=n_{p}+n_{r}+2n_{c}} — полное число степеней свободы молекулы. При этом количество поступательных степеней свободы {\displaystyle n_{p}=3}. Для линейной молекулы количество вращательных степеней свободы {\displaystyle n_{r}=2}, количество колебательных степеней свободы (если есть) {\displaystyle n_{c}=3n-5}. Для всех других молекул {\displaystyle n_{r}=3}, {\displaystyle n_{c}=3n-6}.
При движении в среде со сверхзвуковой скоростью тело обязательно создаёт за собой звуковую волну. При равномерном прямолинейном движении фронт звуковой волны имеет конусообразную форму, с вершиной в движущемся теле. Излучение звуковой волны обуславливает дополнительную потерю энергии движущимся телом (помимо потери энергии вследствие трения и прочих сил).
Аналогичные эффекты испускания волн движущимися телами характерны для всех физических явлений волновой природы, например: черенковское излучение или волна, создаваемая судами на поверхности воды.

## Классификация скоростей в атмосфере
При обычных условиях в атмосфере скорость звука составляет примерно 331 м/сек. Более высокие скорости иногда выражаются в числах Маха и соответствуют сверхзвуковым скоростям, при этом гиперзвуковая скорость является частью этого диапазона. НАСА определяет «быстрый» гиперзвук в диапазоне скоростей 10-25 М, где верхний предел соответствует первой космической скорости. Скорости выше считаются не гиперзвуковыми скоростями, а «скоростями  невозврата» космических аппаратов на Землю.
Сравнение режимов
| Режим                                  | Числа Маха | км/ч        | м/с       | Общие характеристики аппарата                                                                  |
| -------------------------------------- | ---------- | ----------- | --------- | ---------------------------------------------------------------------------------------------- |
| Дозвук                                 | <1,0       | <1230       | <340      | Единственный диапазон скоростей для самолётов с воздушным винтом, прямые или скошенные крылья. |
| Трансзвук                              | 0,8—1,2    | 980—1470    | 270—400   | Воздухозаборники и слегка стреловидные крылья, сжимаемость воздуха становится заметной.        |
| Сверхзвук                              | 1,0—5,0    | 1230—6150   | 340—1710  | Более острые края плоскостей, хвостовое оперение цельноповоротное.                             |
| Гиперзвук                              | 5,5—10,0   | 6150—12300  | 1710—3415 | Охлаждаемый никелево-титановый корпус, небольшие крылья.                                       |
| Быстрый гиперзвук                      | 10,0—25,0  | 12300—30740 | 3415—8465 | Кремниевые плитки для теплозащиты, несущий корпус аппарата вместо крыльев.                     |
| «Возвращение в плотные слои атмосферы» | >25,0      | >30740      | >8465     | Аблятивный тепловой экран, нет крыльев, форма капсул.                                          |

## Сверхзвуковые объекты
Начальная скорость пули большинства образцов современного огнестрельного оружия больше 1 М.
Некоторые самолёты, среди которых большинство современных истребителей, разгоняются до сверхзвуковых скоростей. Также было разработано несколько пассажирских сверхзвуковых самолётов — Ту-144, "Конкорд". Ведутся работы над сверхзвуковым реактивным самолётом с тремя двигателями Lockheed Martin N+2 и Aerion AS2.
Автомобили, как правило, развивают лишь дозвуковые скорости, однако единичные модели способны превысить скорость звука.
Ракетные сани способны развить сверхзвуковую скорость.
Молекулы кислорода при обычной комнатной температуре движутся со сверхзвуковой средней скоростью, составляющей около 480 метров в секунду.